# Ивановский, Александр Викторович
Александр Викторович Ивано́вский (1881—1968) — советский и российский режиссёр театра и кино, киносценарист и либреттист.
Заслуженный деятель искусств РСФСР (1936 год). Лауреат Сталинской премии второй степени (1941 год).

## Биография
Александр Викторович Ивановский родился 17 (29) ноября 1881 года в Казани, в семье профессора Казанского университета В. В. Ивановского
В 1906 году окончил юридический факультет Казанского университета. В 1904—1921 годах работал в музыкальных театрах, в том числе был оперным режиссёром в Опере Зимина. Поставил комическую оперу «Царь-плотник», «Фигляр», «Пиковую даму» и др.
Случайно познакомившись с И. И. Мозжухиным, был приглашён им попробовать себя и принять участие в съёмках фильма «Отец Сергий». Так в 1918 году он впервые оказался в кинематографе, выступив на съёмках этого фильма ассистентом режиссёра Я. А. Протазанова.
Один из первых его фильмов — «Дворец и крепость», съёмки которого проходили в апартаментах Зимнего дворца и с использованием настоящей кареты Александра II. Поставил ряд немых фильмов — экранизаций классических произведений («Три портрета», 1919, по И. С. Тургеневу, «Комедиантка», 1923, по повести Н. С. Лескова «Тупейный художник», и др.), а также несколько историко-революционных картин («Степан Халтурин», 1925, «Декабристы» 1927).
В 1930-е годы Ивановский создал ещё несколько экранизаций — «Иудушка Головлёв» (1934, по роману М. Е. Салтыкова-Щедрина «Господа Головлёвы»), «Дубровский» (1936, по произведению А. С. Пушкина), и «Враги» (1938, по М. Горькому).
Не порывая связей с музыкальным театром, сочинил либретто балета «Динамиада», по которому Д. Д. Шостаковичем создан балет «Золотой век» (1930), и оперы «Помпадуры» (1939).
После этого режиссёр обратился к жанру музыкальной комедии, поставив такие фильмы, как «Музыкальная история» (1940, совместно с Г. М. Раппапортом); «Антон Иванович сердится» (1941); «Сильва» (1944); «Солистка балета» (1947); «Укротительница тигров» (1954, совместно с Н. Н. Кошеверовой).
Киновед Ромил Соболев высоко оценивал его творчество: «Картины Ивановского занимают не только видное, но и почётное место в истории советского кино».
В 1967 году вышла книга А. В. Ивановского «Воспоминания кинорежиссёра».
Александр Викторович Ивановский умер 12 января 1968 года в Ленинграде. Похоронен на Киновеевском кладбище.

## Фильмография

### Режиссёрские работы
1. 1918 — Дармоедка
2. 1918 — Золотая осень
3. 1918 — Не уступлю!
4. 1918 — Станционный смотритель
5. 1918 — Хамка
6. 1919 — Пунин и Бабурин
7. 1919 — Три портрета
8. 1920 — Дети учат стариков
9. 1920 — Хвеська
10. 1923 — Дворец и крепость
11. 1923 — Комедиантка
12. 1923 — Дармоедка (с А. Волковым)
13. 1925 — Степан Халтурин
14. 1926 — Декабристы
15. 1926 — Пламенеющий остров (не был завершён)
16. 1927 — Северная любовь
17. 1928 — Ася
18. 1928 — Сын рыбака
19. 1930 — Кавказский пленник
20. 1933 — Иудушка Головлёв
21. 1936 — Дубровский
22. 1938 — Враги
23. 1940 — Музыкальная история (с Г. М. Раппапортом)
24. 1941 — Антон Иванович сердится
25. 1942 — Музыкальный киносборник (короткометражный)
26. 1942 — Чудесная скрипка (короткометражный)
27. 1944 — Сильва
28. 1946 — Солистка балета
29. 1952 — Концерт мастеров искусств (фильм-спектакль)
30. 1954 — Укротительница тигров (с Н. Н. Кошеверовой)
31. 1959 — Актёр Николай Черкасов (документальный)

### Сценарист
1. 1918 — Золотая осень
2. 1918 — Не уступлю
3. 1918 — Станционный смотритель
4. 1918 — Хамка
5. 1918 — Дармоедка
6. 1919 — Три портрета
7. 1923 — Дворец и крепость
8. 1926 — Пламенеющий остров (не был завершён)
9. 1926 — Декабристы
10. 1933 — Иудушка Головлёв
11. 1935 — Дубровский
12. 1938 — Враги
13. 1946 — Солистка балета
14. 1958 — Евгений Онегин

## Награды и звания
- Орден Трудового Красного Знамени (6 марта 1950 года) — за выдающиеся заслуги в развитии советской кинематографии, в связи с 30-летием[4]
- Орден Трудового Красного Знамени (10 декабря 1951 года) — за большие заслуги в деле развития советского киноискусства, в связи с 70-летием со дня рождения[5]
- заслуженный деятель искусств РСФСР (1936)
- Сталинская премия второй степени (1941) — за фильм «Музыкальная история» (1940)
- два ордена